# 李選 (隆慶進士)
李選（1547年—？），字維賢，號肖岑，雲南大理府太和縣人，民籍，明朝政治人物。

## 生平
隆慶元年（1567年）丁卯科雲南鄉試第四名舉人，五年（1571年）中式辛未科會試第三百三十九名，三甲第十二名進士。刑部觀政，授行人司行人，萬曆五年（1577年）七月考選禮科給事中，六年升刑科右給事中，七年三月升兵科左給事中，十月彈劾陝西巡撫傅希摯，傅希摯被革職閑住。八年正月升刑科都給事中，九年五月升江西左參政，御史陳性學彈劾其任給事中時，結納張居正管家游七，娶游七妻表妹為繼室，十一年正月被革職閑住，四月被黜為民。

## 家族
曾祖李輔；祖父李茂；父李子明，訓導。母張氏；繼母沈氏。具慶下。兄李遇，弟李遂、李達。